# Hedwigenkoog
Hedwigenkoog es un municipio situado en el distrito de Dithmarschen, en el estado federado de Schleswig-Holstein (Alemania). Tiene una población estimada, a fines de 2020, de 208 habitantes.
Forma parte de la colectividad de municipios (en alemán, amt) de Büsum-Wesselburen.
Está ubicado al oeste del estado, cerca del mar del Norte y a poca distancia al norte del canal de Kiel.